# Kabinett Lula da Silva I
Das Kabinett Lula da Silva I bildete vom 1. Januar 2003 bis zum 1. Januar 2007 die Regierung von Brasilien.  

## Kabinettsmitglieder
| Amt                                                    | Amtsinhaber                                                | Amtsinhaber                                     |
| ------------------------------------------------------ | ---------------------------------------------------------- | ----------------------------------------------- |
| Präsident                                              |                                                            | Luiz Inácio Lula da Silva                       |
| Vizepräsident                                          |                                                            | José Alencar                                    |
| Stabschef und Chef der Casa Civil                      |                                                            | José Dirceu (bis 21. Juni 2005)                 |
| Stabschef und Chef der Casa Civil                      | Dilma Rousseff (ab 21. Juni 2005)                          |                                                 |
| Generalsekretär der Präsidentschaft                    |                                                            | Luiz Dulci                                      |
| Sekretär für Menschenrechte                            |                                                            | Nilmário Miranda (bis 10. August 2005)          |
| Sekretär für Menschenrechte                            | Mário Mamede Filho (10. August 2005 bis 21. Dezember 2005) |                                                 |
| Sekretär für Menschenrechte                            | Paulo Vannuchi (ab 21. Dezember 2005)                      |                                                 |
| Sekretär für Institutionelle Angelegenheiten           |                                                            | Jaques Wagner (20. Juli 2005 bis 31. März 2006) |
| Sekretär für Institutionelle Angelegenheiten           | Tarso Genro (ab 3. April 2006)                             |                                                 |
| Sekretär für institutionelle Sicherheit                |                                                            | Jorge Armando Felix                             |
| Sekretärin für die Gleichstellung ethnischer Gruppen   |                                                            | Matilde Ribeiro                                 |
| Sekretär für soziale Kommunikation                     |                                                            | Luiz Gushiken (bis 22. Juli 2005)               |
| Sekretär für soziale Kommunikation                     | Luiz Tadeu Rigo (ab 1. August 2005)                        |                                                 |
| Generalstaatsanwalt                                    |                                                            | Álvaro Augusto Ribeiro Costa                    |
| Präsident der Zentralbank                              |                                                            | Henrique Meirelles                              |
| Minister für Transparenz, Steueraufsicht und Kontrolle |                                                            | Waldir Pires (bis 31. März 2006)                |
| Minister für Transparenz, Steueraufsicht und Kontrolle | Jorge Hage (seit 31. März 2006)                            |                                                 |
| Ministerin für Frauen                                  |                                                            | Emília Fernandes (bis 29. Januar 2004)          |
| Ministerin für Frauen                                  | Nilcea Freire (ab 29. Januar 2004)                         |                                                 |
| Minister für Agrarentwicklung                          |                                                            | Miguel Rossetto (bis 31. März 2006)             |
| Minister für Agrarentwicklung                          | Guilherme Cassel (ab 31. März 2006)                        |                                                 |
| Minister für Landwirtschaft, Viehzucht und Versorgung  |                                                            | Roberto Rodrigues (bis 30. Juni 2006)           |
| Minister für Landwirtschaft, Viehzucht und Versorgung  | Luis Carlos Guedes (ab 3. Juli 2006)                       |                                                 |
| Minister für Städte                                    |                                                            | Olívio Dutra (bis 20. Juli 2005)                |
| Minister für Städte                                    | Márcio Fortes de Almeida (ab 20. Juli 2005)                |                                                 |
| Minister für Kommunikation                             |                                                            | Miro Teixeira (bis 1. Januar 2004)              |
| Minister für Kommunikation                             | Eunício Oliveira (23. Januar 2004 bis 8. Juli 2005)        |                                                 |
| Minister für Kommunikation                             | Hélio Costa (ab 8. Juli 2005)                              |                                                 |
| Minister für Kultur                                    |                                                            | Gilberto Gil                                    |
| Verteidigungsminister                                  |                                                            | José Viegas Filho (bis 8. November 2004)        |
| Verteidigungsminister                                  | José Alencar (8. November 2004 bis 31. März 2006)          |                                                 |
| Verteidigungsminister                                  | Waldir Pires (ab 31. März 2006)                            |                                                 |
| Minister für Entwicklung, Industrie und Außenhandel    |                                                            | Luiz Fernando Furlan                            |
| Bildungsminister                                       |                                                            | Cristovam Buarque (bis 27. Januar 2004)         |
| Bildungsminister                                       | Tarso Genro (27. Januar 2004 bis 29. Juli 2005)            |                                                 |
| Bildungsminister                                       | Fernando Haddad (ab 29. Juli 2005)                         |                                                 |
| Umweltministerin                                       |                                                            | Marina Silva                                    |
| Finanzminister                                         |                                                            | Antonio Palocci (bis 27. März 2006)             |
| Finanzminister                                         | Guido Mantega (ab 27. März 2006)                           |                                                 |
| Minister für Fischerei und Aquakultur                  |                                                            | José Fritsch (bis 31. März 2006)                |
| Minister für Fischerei und Aquakultur                  | Altemir Gregolin (ab 31. März 2006)                        |                                                 |
| Außenminister                                          |                                                            | Celso Amorim                                    |
| Gesundheitsminister                                    |                                                            | Humberto Costa (bis 8. Juli 2005)               |
| Gesundheitsminister                                    | José Saraiva Felipe (8. Juli 2005 bis 31. März 2006)       |                                                 |
| Gesundheitsminister                                    | Agenor Álvares (ab 31. März 2006)                          |                                                 |
| Justizminister                                         |                                                            | Márcio Thomaz Bastos                            |
| Minister für Arbeit und Beschäftigung                  |                                                            | Jaques Wagner (bis 23. Januar 2004)             |
| Minister für Arbeit und Beschäftigung                  | Ricardo Berzoini (23. Januar 2004 bis 12. Juli 2005)       |                                                 |
| Minister für Arbeit und Beschäftigung                  | Luiz Marinho (ab 12. Juli 2005)                            |                                                 |
| Minister für Bergbau und Energie                       |                                                            | Dilma Rousseff (bis 21. Juni 2005)              |
| Minister für Bergbau und Energie                       | Mauricio Tolmasquin (21. Juni 2005 bis 8. Juli 2005)       |                                                 |
| Minister für Bergbau und Energie                       | Silas Rondeau (ab 8. Juli 2005)                            |                                                 |
| Minister für nationale Integration                     |                                                            | Ciro Gomes (bis 31. März 2006)                  |
| Minister für nationale Integration                     | Pedro Brito (ab 3. April 2006)                             |                                                 |
| Minister für Planung, Haushalt und Management          |                                                            | Guido Mantega (bis 18. November 2004)           |
| Minister für Planung, Haushalt und Management          | Nelson Machado (18. November 2004 bis 22. März 2005)       |                                                 |
| Minister für Planung, Haushalt und Management          | Paulo Bernardo (ab 22. März 2005)                          |                                                 |
| Minister für Wissenschaft und Technologie              |                                                            | Roberto Amaral (bis 21. Januar 2004)            |
| Minister für Wissenschaft und Technologie              | Eduardo Campos (21. Januar 2004 bis 18. Juli 2005)         |                                                 |
| Minister für Wissenschaft und Technologie              | Sérgio Machado Rezende (ab 18. Juli 2005)                  |                                                 |
| Minister für soziale Entwicklung und Hungerbekämpfung  |                                                            | Patrus Ananias                                  |
| Minister für soziale Sicherheit                        |                                                            | Ricardo Berzoini (bis 23. Januar 2004)          |
| Minister für soziale Sicherheit                        | Amir Lando (23. Januar 2004 bis 22. März 2005)             |                                                 |
| Minister für soziale Sicherheit                        | Romero Jucá (22. März 2005 bis 21. Juli 2005)              |                                                 |
| Minister für soziale Sicherheit                        | Nelson Machado (ab 21. Juli 2005)                          |                                                 |
| Minister für Sport                                     |                                                            | Agnelo Queiroz (bis 31. März 2006)              |
| Minister für Sport                                     | Orlando Silva (ab 31. März 2006)                           |                                                 |
| Minister für Tourismus                                 |                                                            | Walfrido dos Mares Guia                         |
| Verkehrsminister                                       |                                                            | Anderson Adauto (bis 15. August 2004)           |
| Verkehrsminister                                       | Alfredo Nascimento (15. August 2004 bis 31. März 2006)     |                                                 |
| Verkehrsminister                                       | Paulo Sérgio Passos (ab 3. April 2006)                     |                                                 |